# Большая Чечуйка (Саратовская область)
 Большая Чечуйка — село в Базарно-Карабулакском районе Саратовской области, административный центр сельского поселения Большечечуйское муниципальное образование.

## География
Находится на расстоянии примерно 26 километров по прямой на север-северо-запад от районного центра поселка Базарный Карабулак.

## История
Официальная дата основания 1690 год.

## Население
Постоянное население составляло 485 человек в 2002 году (русские 81%) , 338 в 2010.

## Достопримечательности
Конезавод ООО «Роща». Единственное место в России, где разводят першеронов – красивых мощных тяжеловозов до 1,5 тонн весом.